# 대한민국의 군무원 채용시험
대한민국의 군무원 임용시험(大韓民國-軍務員任用試驗)은 대한민국의 국방부, 육군, 해군. 공군에 고용되어 직무에 종사하는 국가공무원법상 특정직 공무원인 군무원을 선발하는 임용 시험이다.

## 응시 자격
- 7급 이상의 경우, 만 20세 이상인 자
- 8급 이하의 경우, 만 18세 이상인 자

## 채용 직렬

### 행정
| - 행정 - 사서 - 군수 | - 군사정보 - 기술정보 - 수사 |

### 시설
| - 토목 - 건축 | - 시설 - 환경 |

### 정보통신
| - 전기 - 전자 - 통신 - 전산 | - 지도 - 영상 - 사이버직렬 |

### 공업
| - 일반기계 - 금속 - 용접 - 물리분석 - 화학분석 - 유도무기 | - 총포 - 탄약 - 전차 - 차량 - 인쇄 |

### 함정
| - 선체 - 선기 - 항해 | - 함정기관 - 잠수 |

### 항공
| - 기체 - 항공기관 | - 항공보기 - 항공지원 |

### 기상
| - 기상장비 | - 기상예보 |

### 보건
| - 약무 - 병리 - 방사선 - 치무 | - 재활치료 - 의무기록 - 의공 - 영양관리 |

## 공인어학성적 기준요건
| 구분           | 5급   | 7급   | 9급   |
| -------------- | ----- | ----- | ----- |
| FLEX           | 625점 | 500점 | 400점 |
| G-TELP Level 2 | 65점  | 47점  | 32점  |
| TEPS           | 340점 | 268점 | 211점 |
| TOEFL          | 71점  | 54점  | 41점  |
| TOEIC          | 700점 | 570점 | 470점 |

## 같이 보기
- 대한민국의 공무원 임용시험